# Rekkof F-120NG
O Rekkof F-120NG é uma aeronave comercial bimotora projetada pela Rekkof Aircraft. O projeto é baseado no Fokker 100, e leva muitas características suas para a nova aeronave, mas com uma remodelagem total de aerodinâmica, motorização e aviônicos. Esta aeronave será uma tentativa de reiniciar a produção dos Fokker 100, após a falência da Fokker em 1996.

## Especificações
|                         | Rekkof F-120NG          |
| ----------------------- | ----------------------- |
| Comprimento             | 36,188 m                |
| Envergadura             | 28,966 m                |
| Altura                  | 8,505 m                 |
| Diâmetro da Fuselagem   | 3,300 m                 |
| Motorização (2x)        | Pratt & Whitney PW1x17G |
| Peso Básico Operacional | 25.600 kg               |
| Velocidade de Cruzeiro  | Mach 0.74               |
| Capacidade              | 120 passageiros         |

Fonte